# جوزيف كرافت
جوزيف كرافت (بالإنجليزية: Joseph Kraft)‏ هو صحفي أمريكي، ولد في 4 سبتمبر 1924، وتوفي في 1986.